# (6886) Grote
(6886) Grote es un asteroide perteneciente al cinturón de asteroides, descubierto el 11 de febrero de 1942 por Liisi Oterma desde el Observatorio de Iso-Heikkilä, en Turku, Finlandia.

## Designación y nombre
Designado provisionalmente como 1942 CG. Fue nombrado Grote en honor a uno de los pioneros de la radioastronomía estadounidense Grote Reber.